# 白腰唐纳雀
白腰唐纳雀（学名：Cypsnagra hirundinacea），是雀形目唐纳雀科的一种鸟类，属于单型的白腰唐纳雀属（学名：Cypsnagra）。
白腰唐纳雀体重约31.4克，翼长约76.2毫米，喙宽度约4.6毫米，喙厚度约5.9毫米，嘴峰长约17.9毫米，跗蹠长约22毫米，尾长约59.8毫米。
白腰唐纳雀是留鸟，栖息在草地，它们是食肉动物，主要以昆虫、蜘蛛等陆生无脊椎动物为食。

## 亚种
- C. h. pallidigula，分布在苏里南和巴西中部到玻利维亚东北部。
- C. h. hirundinacea，分布在玻利维亚东部至巴拉圭东北部和巴西南部。[4]